# ジェプツンダンバ・ホトクト
ジャブザンダムバ・ホタクト（モンゴル語: Жавзандамба хутагт, チベット語: རྗེ་བཙུན་དམ་པ་, ）は、モンゴルにおける活仏の名跡である。尊称として、「お聖人さま」を意味する「ボグド・ゲゲーン」があり、1911年から1924年にかけてはモンゴルの元首として「聖なる王さま」を意味する「ボグド・ハーン」の称号も使用された。この名跡は、17世紀末から20世紀初頭にかけては清朝から、1919年には中華民国から冊封を受けた。

## 歴代ジェプツンダンパの事績

### 初代テンペーギェンツェン

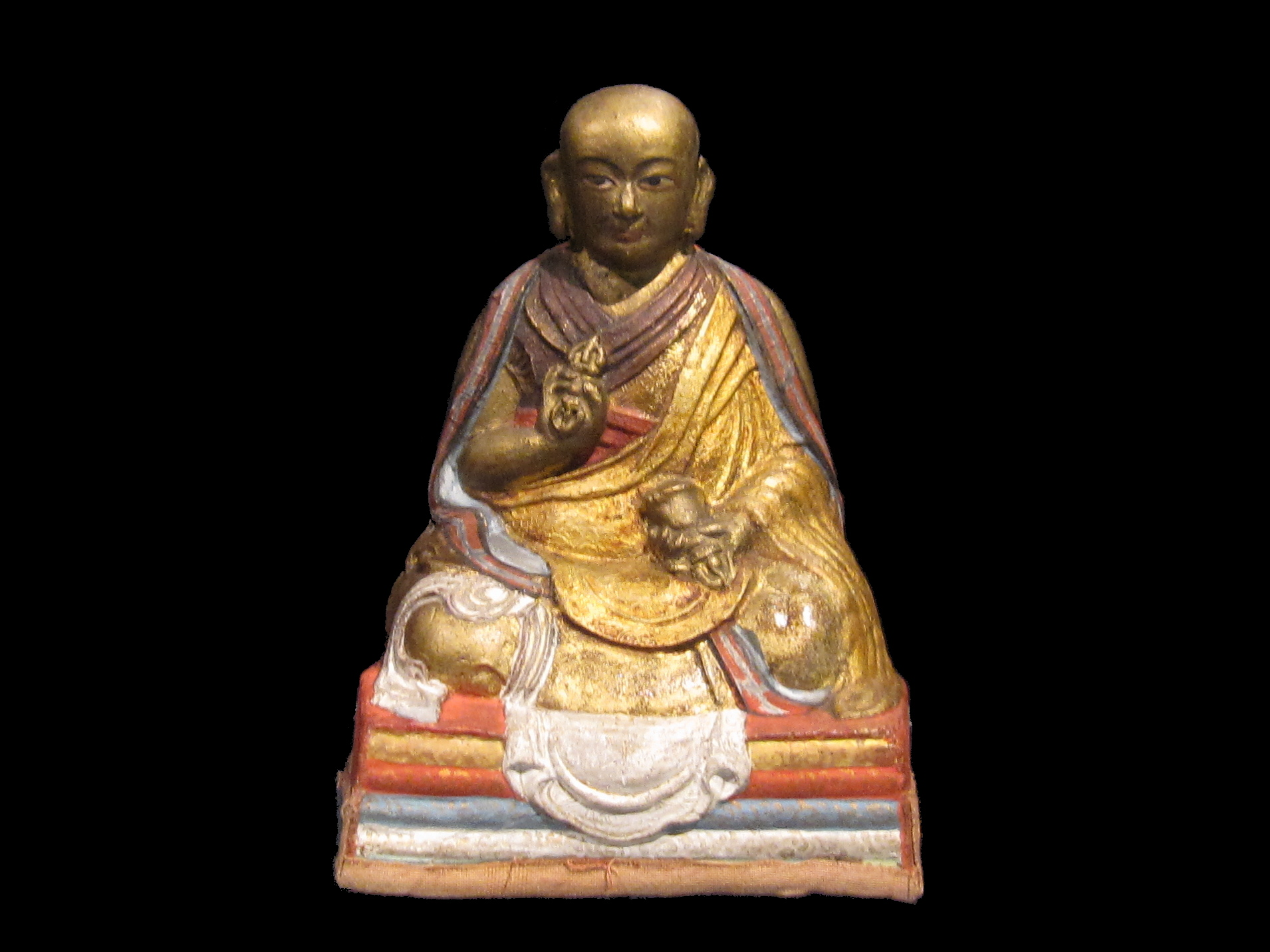
ザナバザル像

1614年、チョナン派の高僧ターラナータはモンゴルへ巡錫し、20年ほどそこで布教をしていた。ターラナータはモンゴル人の信頼を得、モンゴル人は「ジェプツンダンパ」と彼のことを呼んだ。1634年にターラナータは没したが、翌年に生まれたハルハ部のトゥシェート・ハーンの息子ザナバザルをその転生とし、法名を「ロサン・テンペーギェンツェン」としてモンゴル独自の法王を立てた。
1649年、ザナバザルはチベットへ修行に行った。当時チベットはグシ・ハンの勢力下にあり、チョナン派はゲルク派に取って代わられようとしていた。1650年、ザナバザルはパンチェン・ラマ4世から受戒し、正式に僧となった。そして、ダライ・ラマ5世と謁見し、ゲルク派に改宗の上で活仏と認定するということで、翌年ゲルク派に改宗し、ザナバザルは正式に「ジェブツンダンパ・ホトクト1世」となった。1657年、モンゴルへ戻ったザナバザルはエルデネ・ゾーでチベット仕込みの仏教を広めていくこととなる。1688年、ジュンガル部のガルダン・ハーンから攻撃を受けて清へ助けを求め、後に冊封の関係を結んだ。
1691年、康熙帝より「ホトクト大ラマ」の称号を賜り、ハルハ地方の宗教的、政治的指導者へと上りつめていった。以降、ジェプツンダンパの名跡は清朝の冊封を受けてからダライ・ラマが追認するという形式となった。

### 第8世
20世紀初頭にはジェプツンダンバ・ホトクト8世（ボグド・ハーン）を君主として推戴するボグド・ハーン政権が成立、人民党が1920年にモンゴルの政権を獲得したのちも、8世が没する1924年まで君主の座にあり続けた。

### 第9世
ジェブツンダンパ9世は、1932年にカムのリタンで生まれ、4歳のときに当時のチベット摂政政府より活仏として認定された。

### 第10世
ジェブツンダンパ10世は、2023年3月20日にインド・ダラムサラにてダライラマ14世によって活仏として披露された。アメリカ生まれの少年である。

## 歴代のジェプツンダンパ
|    | （法名）                                                                                     | 生没年                | モンゴル語                          | チベット語ワイリー式転写                                     |
| -- | -------------------------------------------------------------------------------------------- | --------------------- | ----------------------------------- | ------------------------------------------------------------ |
| 1  | ロブサン・ダンビジャンツァン（ロサン・テンペーゲンツェン）、ザナバザル,ジニャーナバジュラ    | 1635–1723             | lobsang danbi jalchan               | blo bzang bstan pa'i rgyal mtshan, dznyA na ba dz ra         |
| 2  | ロブサン・ダンビトゥンミ（ロサン・テンペートンメ）                                           | 1724–1757             | lobsang danbi tungmi                | blo bzang bstan pa'i sgron me                                |
| 3  | イシ・ダンバニャム（イェシェ・テンペーニマ）                                                 | 1758–1773             | ishidambanima                       | ye shes bstan pa'i nyi ma                                    |
| 4  | ロブサン・トゥブダンワンチュク（ロサントゥブテンワンチュク・ジグメギャムツォ）               | 1775–1813             | lobsang tubdan wangchugh            | blo bzang thub bstan dbang phyug 'jigs med rgya mtsho        |
| 5  | ロブサン・ツルティムジグメ（ロサンツルティムジグメ・テンペーギェンツェン）                   | 1815–1841             | lobsang chultem jigmid              | blo bzang tshul khrims 'jigs med bstan pa'i rgyal mtshan     |
| 6  | ロサン・テンペーギェンツェン                                                                 | 1842/1843–1848        |                                     | blo bzang bstan pa'i rgyal mtshan                            |
| 7  | ガワン・チューキワンチュク・ティンレーギャムツォ                                             | 1849/1850–1868        |                                     | ngag dbang chos kyi dbang phyug 'phrin las rgya mtsho        |
| 8  | ガワン・チョイジニャム・ダンジンワンチュク（ガワンロサン・チューキニマ・テンジンワンチュク） | 1870/1871 – 1923/1924 | agwang choiji nima danjin wangchcgh | ngag dbang blo bzang chos kyi nyi ma bstan 'dzin dbang phyug |
| 9  | ジャンペルナムギャル・チューキギェンツェン                                                   | 1932–2012             |                                     | 'jam dpal rnam grol chos kyi rgyal mtshan                    |
| 10 | ジェプツンタンパ10世                                                                         | 2023-                 |                                     |                                                              |